# Нефритовий трон
«Нефритовий трон» (англ. Throne of Jade) — другий роман в жанрі альтернативної історії / фентезі «Темерейр», написаний американською письменницею Наомі Новік. Він був опублікований Del Rey вперше в Сполучених Штатах 25 квітня 2006 року, а у Великій Британії був опублікований у серпні 2007 року Voyager.

## Введення сюжету
Сюжет розгортається під час альтернативної історії наполеонівських війн, у якій дракони не лише існують, але й використовуються як основний елемент повітряної війни в Азії та Європі. Дракони зображуються мудрими та розумними, здатними до логічного мислення та людської мови. Серіал зосереджується на подіях за участю Темерейра (титулованого дракона) та його керівника Вільяма Лоуренса. У першій книзі циклу розповідається про те, як Лоуренс, колишній капітан Королівського флоту, стає провідником Темерейра, а також про їх ранню підготовку до битв проти повітряного флоту Наполеона.

## Синопсис
Після перемоги над військами Наполеона в битві при Дуврі Лоуренс і Темерейр стикаються з посланцями імператорського Китаю, включаючи принца Юнсіна, брата імператора Цзяціна. Китайці прагнуть повернути у британців свого рідкісного Небесного дракона. Відповідно до китайського законодавства, небесним особам дозволено супроводжувати лише королівських осіб; Темерейр був призначений для Наполеона, імператора Франції, тоді як Лоренс, простий обиватель, вважається недостойним. Це викликає занепокоєння в уряді, оскільки неможливо було б протистояти Наполеону, який об'єднався з Китаєм — наймогутнішою нацією у світі, ізоляціоністкою та здатною тримати інші країни на відстані через своє чудове драконівське господарство.
Після кількох невдалих спроб переконати Лоуренса та Королівський авіаційний корпус повернути Темерейра до Китаю, китайці та британці погоджуються, щоб Темерейр та його льотний екіпаж, включаючи Лоуренса, супроводжували імперських посланців назад до Китаю. Оскільки сухопутні маршрути вважаються небезпечними, Військово-морський флот має корабель-дракон HMS «Allegiance», капітаном якого є колишній другий офіцер Лоуренса Том Райлі, який переправить «Celestial» і його екіпаж до Китаю. Під час подорожі робляться замахи на життя Лоренса, щоб вивезти його з Темерейра. Крім того, виявляються політичні махінації з боку англійців, французів і китайців, які загрожують позиціям Британії на Сході, а також стабільності китайського престолу. Новини про поразку Третьої коаліції в битві під Аустерліцем і подальшу смерть прем'єр-міністра Вільяма Пітта кидають пляму на цю подорож. Нарешті, Лоуренс має постійні труднощі як з капітаном Райлі, затятим прихильником работоргівлі (сам Лоуренс походить із числа відомих аболіціоністів), так і з дипломатом Артуром Хаммондом, посланим разом, щоб згладити операцію.
Під час морської подорожі Темерейр підхоплює респіраторну хворобу від Волатілуса, повільного, але добродушного Грейлінга, який служить у кур'єрському корпусі та відвідує «Allegiance» із депешами. Вони зупиняються в Кейптауні, нещодавно захопленому в битві при Блауберзі, щоб знайти засіб. Використовуючи пассет, виготовлений із надзвичайно смердючого гриба, кухарі китайської делегації можуть відновити здоров'я Темерейра. Ця подія, хоч і здається неважливою на даний момент, формує наступні два романи циклу.
Після їхнього прибуття до Китаю Темерайр зустрічається зі своєю сім'єю, включно з матір'ю, і спостерігає за умовами драконів у Китаї, які, на його думку, набагато кращі за британські звичаї: китайські дракони є власними громадянами, які, серед іншого, можуть скласти Імператорський іспит. Він починає залицятися до імперського дракона на ім'я Мей, і стикається з молодим хлопцем із компанії Юнсіна, який намагається подружитися з ним. Лоуренс, зі свого боку, намагається вивчити китайську мову, підтримує зв'язок із французьким послом де Гіньєсом і зазнає більш прямих замахів на своє життя, включаючи протистояння з Юнсіном та його компаньйоном, альбіносом Селестіалом Лієном. Гаммонд зміг зробити висновок, що Юнсін має задуми щодо принца Мянніна, спадкоємця, чий дракон є братом-близнюком Темерейра, і що Темерейра було відправлено до Франції не тому, що китайці поважають Наполеона — справді, британці з полегшенням дізналися, що китайці мають Наполеон не ставився до Наполеона взагалі ніякої особливої пошани, відкидаючи їхній найбільший страх, але щоб сам Темерейр не міг бути використаний для ускладнення лінії успадкування. Справді, Юнсін повернув його до Китаю, щоб Темерейр міг надати легітимності маріонетковому королю, якого Юнсін має намір посадити на трон.
Під час театральної постановки на честь британської делегації Юнсін намагається здійснити свої плани. Однак йому заважають дії Темерейра та Лоуренса, і він сам гине в бійці, що почалася. У підсумку сам імператор Китаю усиновлює Лоуренса як почесного сина, миттєво вирішуючи проблеми з соціальним статусом Лоуренса та полегшуючи відносини з Британією. Після довгих роздумів Темерейр вирішує повернутися до Британії, частково через любов до Лоренса, а частково, щоб спробувати повернути Співдружності більші громадянські свободи Середнього Королівства.

## Відгуки
Throne of Jade отримав позитивні відгуки; SF Reviews описав його як «розкішні місця, захоплюючий екшн, тематичну та емоційну силу» тоді як журнал Bookmarks назвав його «твердим другим записом у тому, що має стати інтригуючою серією». Strange Horizons заявив у своєму огляді, що читачі серіалу «знайдуть чим захопити та захопити».